# Ridderorden in Malta
Malta werd eeuwenlang bestuurd door de Souvereine Militaire Hospitaal Orde van Sint Jan van Jeruzalem, van Rhodos en van Malta. Nadat Napoleon het eiland veroverd had werd het kortstondig Frans en daarna anderhalve eeuw Brits gebied. De Britten stelden voor hun kroonkolonie Malta en Gozo, maar ook voor gebruik op de indertijd Britse Ionische eilanden de Orde van Sint-Michaël en Sint-George in.
In 1964 werd Malta onafhankelijk van het Verenigd Koninkrijk en in 1974 een republiek.
Maltese ridderorden
Tijdens de Britse periode werden de Orde van het Britse Rijk en de Orde van Sint-Michaël en Sint-George ook op Malta toegekend. Vanwege de band tussen het eiland en die laatste hoge ridderorde werd deze vrij vaak aan inwoners van Malta toegekend.
Na de onafhankelijkheid verschenen
- De Nationale Orde van Verdienste (National Order of Merit) 1975/1990

en de
- Xirka Gieh Ir-Repubblika, een kruising tussen een genootschap en een ridderorde.